# Johann von Bötticher
Johann Otto Christoph von Bötticher (* 25. März 1662 in Bleicherode; † 17. November 1728 in Nordhausen) war ein deutscher Politiker und sowohl Ratsherr als auch Bürgermeister von Nordhausen. 

## Leben
Johann von Bötticher wurde als Sohn des Juristen und Stadtschreiber von Bleicherode Christian von Bötticher (1625–1682) aus der alten Nordhäuser Familie Boetticher und seiner Frau Katharina Klapproth geboren.  
Er zog von Bleicherode nach Nordhausen, nachdem sein Vater eine Berufung als Schreibers im St. Martin-Hospital angenommen hatte, und besuchte dort die Schule. 1676 ging er im Alter von 14 Jahren nach Osterode, um dort eine sechsjährige Handelsausbildung zu absolvieren. 
1682 kehrte er nach Nordhausen zurück und diente im Handelshaus des Gewandschneiders Johann Kaspar Arens (1650–1704). Als Arens vor 1687 Bürgermeister der Stadt wurde, setzte er Bötticher als Verwahrer seines Handelshauses und seiner Güter ein. Im Jahr nach Arens Tod und der Abwicklung seines Erbes wurde Bötticher 1705 zum Meister der Handelsgilde und 1717 zum Ratsherr der Stadt Nordhausen gewählt. 1727 wurde er schließlich Bürgermeister und bekleidete dieses Amt zwei Jahre, bis er 1728 an einem Schlaganfall starb.

## Familie
Johann von Bötticher heiratete am 8. April 1691 Anna Margarethe Seume, mit der er sechs Kinder hatte, von denen vier das Erwachsenenalter erreichten: Johann Justus (1690–1761), Hof- und Justizrat Ernst Zacharias (1698–1731), Anna Magdalena (1703–1791) und Christian Wilhelm (1706–1785).